# Wacław Hipsz
Wacław Hipsz (ur. 27 września 1903 w Warszawie, zm. 4 marca 1992 w Ostródzie) – polski duchowny katolicki, prezbiter diecezji łuckiej, wyświęcony w 1926.
W latach 1926–1935 był katechetą w Dubnie, a od 1935–1939 – prefektem szkół średnich we Włodzimierzu Wołyńskim. Po wybuchu II wojny światowej w 1939 roku wyjechał do Warszawy i pracował tam w tajnym nauczaniu. W 1941 zagrożony aresztowaniem przeniósł się do diecezji podlaskiej.
Od 1945 był kolejno proboszczem parafii WNMP Panny w Borysławicach Kościelnych i parafii św. Dominika w Bierzwiennie Długiej w dekanacie kolskim diecezji włocławskiej. W 1946 został prefektem i kapelanem szpitala w Koninie w tej samej diecezji.
W tym samym 1946 przeszedł do diecezji warmińskiej – jako prefekt w Olsztynie i duszpasterz w parafii Najświętszego Serca Pana Jezusa
, od 31 grudnia 1947 proboszcz parafii św. Mikołaja i dziekan w Elblągu. Tu w 1948 ks. Wacław Hipsz rozpoczął odbudowę znajdującego się w morzu ruin kościoła św. Mikołaja. W dniu 7 maja 1948 ks. Hipsz zorganizował Komitet Odbudowy kościoła, a już 25 lipca 1948 rozpoczęto odgruzowywanie świątyni; odbudowę rozpoczęto od usuwania pięciometrowej warstwy gruzu. W. Hipsz, na życzenie ks. T. Benscha, administratora diecezji warmińskiej, zorganizował też przy kościele św. Jerzego 3-miesięczny kurs katechetyczny, w którym wzięło udział ponad 20 sióstr z Domu Sióstr Franciszkanek Rodziny Maryi w Elblągu. Na egzamin końcowy przyjechał ks. biskup z asystą.
Prześladowanie duchowieństwa nie pozwoliło na kontynuowanie tych prac. 10 lutego 1952 ks. Hipsz otrzymał nakaz opuszczenia Elbląga w ciągu trzech dni  i został przeniesiony do Ostródy.
6 marca 1963 został prałatem-prepozytem kapituły łuckiej cały czas pracując w Ostródzie. Od 1980 na emeryturze. Wolny czas wykorzystywał na pomoc duszpasterską w Ostródzie i na Podolu, gdzie odwiedzał swego kolegę, ks. prał. Antoniego Chomickiego. Jan Paweł II mianował go w 1987 protonotariuszem apostolskim.